# Come & Get It
Come & Get It è un singolo della cantante statunitense Selena Gomez, pubblicato l'8 aprile 2013 come primo estratto dal primo album in studio Stars Dance.
Scritto e prodotto da Ester Dean con gli Stargate, Come & Get It è un brano mid-tempo pop in cui sonorità indiane incontrano ritmi elettronici. In seguito alla sua uscita, il brano ricevette recensioni positive dai critici musicali, i quali esaltarono la diversità musicale della Gomez rispetto alla musica passata.

## Promozione
Come & Get It uscì l'8 aprile 2013 nei principali negozi digitali; tuttavia il programma On Air with Ryan Seacrest iniziò a distribuire Come & Get It in rete due giorni prima.
Selena Gomez ha cantato Come & Get It agli MTV Movie Awards 2013 il 14 aprile 2013, da The Ellen DeGeneres Show il 16 aprile, a Dancing with the Stars il 17 aprile, al David Letterman Show il 24 aprile ai Radio Disney il 27 aprile e ai Billboard Music Awards il 19 maggio. Poiché il video è centrato sui quattro elementi della natura l'artista ha deciso di dedicare il colore del vestito di ogni esibizione ad uno di essi, cominciando con il fuoco (vestito rosso) agli MTV Movie Awards, aria (vestito viola) a Dancing with the Stars, acqua (vestito blu-azzurro) ai Radio Disney Music Awards e infine terra (vestito marrone-oro) ai Billboard Music Awards.

## Video musicale
Il 7 maggio venne pubblicato il relativo videoclip, il quale mostra la cantante presentarsi in sei panorami: in mezzo al fuoco, tra i fiori, tra delle rocce, nell'oceano, con un uomo misterioso di fronte, e infine con uno sfondo dorato.
Il video del brano ha ottenuto cinque certificazioni Vevo.

## Tracce
Testi di Ester Dean, musiche di Mikkel S. Eriksen e Tor Erik Hermansen.
Download digitale
1. Come & Get It – 3:51

Come & Get It (Remixes)
1. Come & Get It (Jump Smokers Extended Remix) – 4:13
2. Come & Get It (Robert DeLong Remix) – 4:36
3. Come & Get It (Cahill Club Remix) – 7:05
4. Come & Get It (Fred Falke Club Remix) – 8:35
5. Come & Get It (DJ M3 Mixshow Extended Remix) – 5:31
6. Come & Get It (Dave Audé Club Remix) – 6:11

## Classifiche
| Classifica (2013) | Posizione massima |
| ----------------- | ----------------- |
| Australia         | 46                |
| Austria           | 53                |
| Belgio (Fiandre)  | 52                |
| Belgio (Vallonia) | 15                |
| Canada            | 6                 |
| Danimarca         | 34                |
| Francia           | 34                |
| Germania          | 58                |
| Irlanda           | 6                 |
| Libano            | 9                 |
| Messico           | 13                |
| Norvegia          | 16                |
| Nuova Zelanda     | 14                |
| Paesi Bassi       | 84                |
| Regno Unito       | 8                 |
| Spagna            | 40                |
| Stati Uniti       | 6                 |
| Svizzera          | 42                |
| Ucraina           | 15                |